# هانس هاس
هانس هاس (بالألمانية: Hans Haas)‏ هو رباع نمساوي، ولد في 17 أكتوبر 1906 في فيينا في النمسا، وتوفي في 14 مايو 1973.

## وصلات خارجية
- هانس هاس على موقع أوليمبيديا (الإنجليزية)